# Ф-32

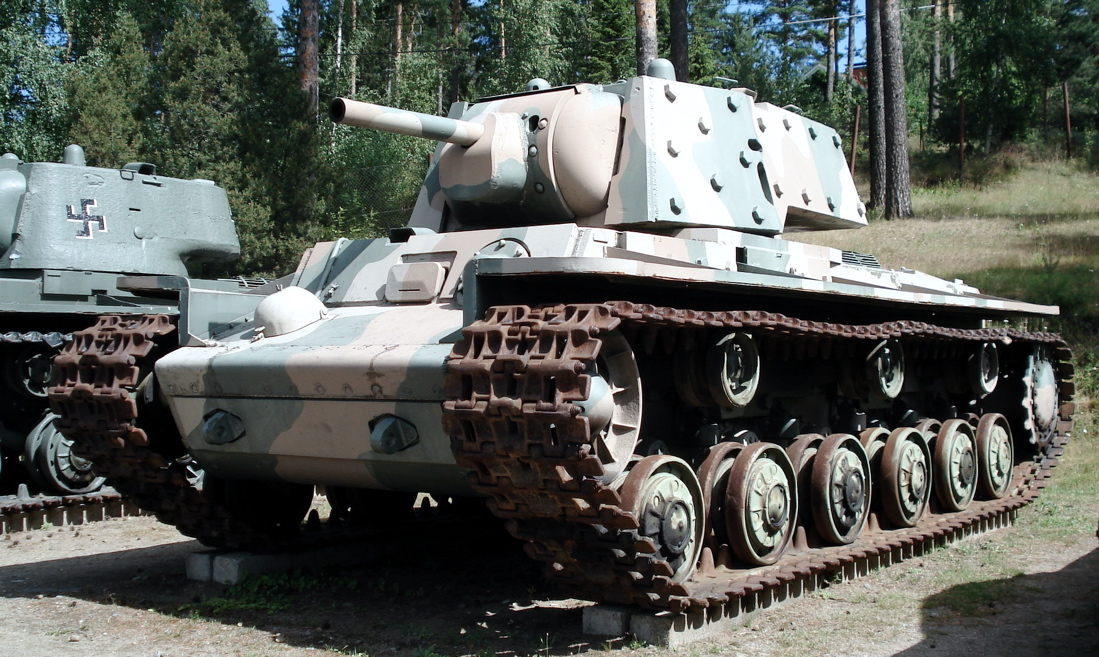
Трофейный финский экранированный КВ-1 с пушкой Ф-32.

Ф-32 — советское 76-миллиметровое танковое орудие, созданное под руководством В. Г. Грабина и принятое на вооружение под официальным наименованием «76-мм пушка обр. 1939 г.». Орудие производилось в 1941 году (всего была изготовлена 821 единица) и устанавливалось на танки КВ.

## Конструкция
Ствол орудия состоит из свободной трубы и кожуха. Затвор вертикальный, клиновой, полуавтоматический (полуавтоматика копирного типа). Тормоз отката гидравлический, накатник гидропневматический. При установке на танке Т-34 угол вертикального наведения составлял от −5° до +31°45’, скорострельность 2-3 выстрела в минуту (на полигонном станке без изменения наводки скорострельность достигала 20 выстрелов в минуту).

## История
Руководствуясь опытом войны в Испании, руководство РККА в 1937 г. поручило создать для вооружения тяжелых и средних танков 76-мм орудие с длиной ствола в 30 калибров, с баллистикой 76-мм пушки обр. 1902/30 гг. Конструктор Грабин (завод № 92) создал новую пушку Ф-32 с использованием большого количества элементов пушки Ф-22, а его конкурент Маханов (Кировский завод) удлинил и усилил короткоствольную пушку Л-10 до варианта Л-11. Обе пушки прошли испытания в мае 1939 года, обе были приняты на вооружение и запущены в серийное производство, в 1941 году была изготовлена 821 пушка Ф-32. В 1938 году руководством РККА было решено перейти на танковые орудия с длиной ствола 40 калибров, в результате Грабин и Маханов модернизировали свои орудия, установив удлинённые стволы. Пушка Грабина, известная как Ф-34, была принята на вооружение, а Маханов был арестован и не смог довести своё орудие, получившее индекс Л-15, до серийного производства..